# 松本さち
松本 さち（まつもと さち、本名同じ、1973年3月29日 - ）は、日本の女性声優。
京都府京都市出身。ケンユウオフィス所属。

## 略歴
幼い頃から人見知りだったが、保育園の発表会、少学時代の学芸会の時は何かを表現がすることが好きだった。
小学3年生の時の国語の授業で『かわいそうなぞう』の朗読を読んで教師に褒められて楽しさを知った。演劇といった表現する職業に就きたいと漠然と考えており、同時期にピアノを習っていたこと、漫画家も目指していたこと、歌うことも好きだったこともあり、歌手も目指していた。
中学時代に映画館で見ていたアニメ映画『天空の城ラピュタ』の主人公、パズーの声がパンフレットで『ダッシュ勝平』の主人公、坂本勝平を演じていた田中真弓と知って声優、歌手、表現者を志す。
京都府立洛水高等学校卒業。日本ナレーション演技研究所出身。
2006年4月1日付けでアーツビジョンからケンユウオフィスへ移籍。

## 人物
方言は京都弁・関西弁。
役柄としては元気な男の子、ノリの良い関西娘を演じる。
特技は歌、計算機の早打ち。趣味は美味しいものを食べること動画編集。
兄がいる。

## 出演
太字はメインキャラクター。

### テレビアニメ
1996年
- エルフを狩るモノたち（エルフ）
- きこちゃんすまいる（守、たかこ先生）

1997年
- キューティーハニーF（ヘブンズベア）

1998年
- クレヨンしんちゃん（男の子B、女子大生D）
- セイバーマリオネットJ to X（光彦）
- ドラえもん（テレビ朝日版第1期）（1998年 - 2005年、ノラ、小倉、チョッキーン、チータ、ヤスエ、ミイちゃん 他）
- 忍たま乱太郎（1998年 - 2001年、子供A、小僧、生徒B、子ギツネ、主婦B）
- ふしぎなメルモ（リニューアル版）（トトオ）
- 魔術士オーフェン（1998年 - 1999年、少年B、女性） - 2シリーズ

1999年
- ゴクドーくん漫遊記（桃太郎）
- THE ビッグオー
- ジバクくん（タマ）
- 仙界伝 封神演義（黄天祥）
- 風雲!戦国を駆ける武将〜アニメ静岡県史〜（石川数正）

2000年
- うちゅう人 田中太郎（2000年 - 2001年、堀町タカシ）
- とっとこハム太郎（ロベルト高城）
- ファーブル先生は名探偵（ブルーノ&クロード）
- 闇の末裔（女生徒A）

2001年
- 犬夜叉（兄、男の子）
- 学園戦記ムリョウ（稲垣ひかる、森村由香梨）
- 激闘!クラッシュギアTURBO（多古山太郎、多古山三郎）
- 地球防衛家族（京田春香、ユタカ）
- 名探偵コナン（2001年 - 2024年、係員、女性ファン1、女、川澄眞子、九重純香）

2002年
- 機動戦士ガンダムSEED（アサギ・コードウェル、マーナ〈初代〉）
- 電光超特急ヒカリアン（ライトニングウエスト）
- 爆転シュート ベイブレード2002（ユスフ、カメレアン）
- プリンセスチュチュ（ぴけ）

2003年
- アストロボーイ・鉄腕アトム（ケン）
- あたしンち（店員A）
- D.C. 〜ダ・カーポ〜（成り金女性）
- 高橋留美子劇場（看護婦、男の子 他）
- 高橋留美子劇場 人魚の森（子供）
- 天使な小生意気（トモ、女子生徒）

2004年
- 銀河鉄道物語（トゥリル）
- それいけ!ズッコケ三人組（ハカセ〈山中正太郎〉）
- 爆裂天使（チャーリー）
- ファンタジックチルドレン（2004年 - 2005年、ハスモダイ）

2005年
- しましまとらのしまじろう（2005年 - 2008年、モンタ、ベック）
- ドラえもん（テレビ朝日版第2期）（2005年 - 、セワシ、魔女、野球部員の弟）
- ふしぎ星の☆ふたご姫（ソロ）
- ポケットモンスター アドバンスジェネレーション（イチコ）
- MAJOR 1st season（江角）

2006年
- 爆球Hit! クラッシュビーダマン（銃兵衛の幼少時代）
- ふしぎ星の☆ふたご姫 Gyu!（2006年 - 2007年、ソロ）
- ブラック・ジャック（母親A）
- 焼跡の、お菓子の木（次郎）

2007年
- CLAYMORE（クレイモア）
- 獣神演武 -HERO TALES-（李延）
- デルトラクエスト（ジャード〈幼少時代〉）
- ハヤテのごとく!（野球少年）
- ラブ★コン（小学生）

2008年
- ペンギンの問題（2008年 - 2013年、山田なおと） - 4シリーズ
- 夜桜四重奏 〜ヨザクラカルテット〜（2008年 - 2013年、士夏彦雄飛） - 2シリーズ

2009年
- 青い文学シリーズ「走れメロス」（フィロストラトス）
- はっけん たいけん だいすき!しまじろう（2009年 - 2010年、ロバのお兄さん） - 2シリーズ
- 蒼天航路（劉冀）
- にゃんこい!（コマサ）

2013年
- ちはやふる シリーズ（2013年 - 2020年、逢坂恵夢） - 2シリーズ

2017年
- 青の祓魔師 シリーズ（2017年 - 2024年、宝生錦） - 2シリーズ

2019年
- しまじろうのわお!（むぎたろう）

2022年
- であいもん（みゆの母親）

2025年
- 桃源暗鬼（鬼の子供、芽衣の母親）

### 劇場アニメ
- 激闘!クラッシュギアTURBO カイザバーンの挑戦!（2002年、多古山太郎）
- ぼくの生まれた日（2002年、看護婦2）
- Pa-Pa-Pa ザ★ムービー パーマン（2003年、女子）
- 名探偵コナン 迷宮の十字路（2003年、剣道少年A）
- ドラえもん のび太のワンニャン時空伝（2004年、ミイちゃん）
- 映画ドラえもん のび太の新魔界大冒険 〜7人の魔法使い〜（2007年、セワシ）
- 劇場版ペンギンの問題 幸せの青い鳥でごペンなさい（2009年、山田なおと）
- 映画ドラえもん のび太のひみつ道具博物館（2013年、セワシ）
- STAND BY ME ドラえもん（2014年、セワシ）

### OVA
- 小鉄の大冒険（1996年、洋子）
- それいけ! アンパンマン うたってあそぼう♪ようちえんはたのしいな（1999年、やまだじろう、すずきとしお）
- アンパンマンとはじめよう! ひらがなであそぼう（2006年、赤えのぐぼうや）
- 名探偵コナン MAGIC FILE2 工藤新一 謎の壁と黒ラブ事件（2008年、弘子先生）
- 夜桜四重奏 〜ホシノウミ〜（2010年、士夏彦雄飛）
- 夜桜四重奏 〜ツキニナク〜（2013年、士夏彦雄飛）

### Webアニメ
- タマ川ヨシ子（猫）（2015年、キヨ水コマチ〈猫〉）
- タマ川ヨシ子（猫）Part2（2016年、キヨ水コマチ〈猫〉）

### ゲーム
1997年
- エルフを狩るモノたち -完全版-（ルファード）
- ティルク 〜青い海から来た少女〜（フィリップ）

1998年
- Crystal Class（ジュオ）
- ツアーパーティー 卒業旅行にいこう（秋月杏子）
- ゆうわくオフィス恋愛課（秋月杏子）

1999年
- グリントグリッター（目賀沢ケンタ）
- ゼウスII カルネージハート（レイナ・サキモト）

2000年
- ゼルダの伝説 ムジュラの仮面（スタルキッド、アベール、女海賊）

2002年
- ゼルダの伝説 風のタクト（リンク、アリル）
- 星のまほろば（ミカボシ）

2004年
- SDガンダム GGENERATION（2004年 - 2025年、アサギ・コードウェル） - 7作品
- 機動戦士ガンダムSEED 終わらない明日へ（アサギ・コードウェル）
- ゼルダの伝説 4つの剣+（リンク、シャドウリンク）

2005年
- 機動戦士ガンダムSEED 連合vs.Z.A.F.T.（アサギ・コードウェル）
- 第3次スーパーロボット大戦α 終焉の銀河へ（アサギ・コードウェル）
- トップをねらえ! GunBuster（リンダ＝ヤマモト）

2006年
- 機動戦士ガンダムSEED DESTINY 連合vs.Z.A.F.T. II PLUS（アサギ・コードウェル）
- ネギま!? 超 麻帆良大戦 かっとイ〜ン☆契約執行でちゃいますぅ（犬上小太郎）
- ネギま!? 3時間目 恋と魔法と世界樹伝説!（犬上小太郎）

2007年
- ゼルダの伝説 夢幻の砂時計（リンク）

2008年
- 大乱闘スマッシュブラザーズX（トゥーンリンク）
- ペンギンの問題 最強ペンギン伝説!（山田なおと）
- 龍が如く 見参!

2009年
- 朧村正（風神）
- ペンギンの問題X 天空の7戦士（山田なおと）

2010年
- 機動戦士ガンダム エクストリームバーサス（アサギ・コードウェル）
- CLOCK ZERO 〜終焉の一秒〜（ルーク）

2011年
- CLOCK ZERO 〜終焉の一秒〜 Portable（レイン・リンドバーグ）

2012年
- 機動戦士ガンダム エクストリームバーサス フルブースト（アサギ・コードウェル）
- 機動戦士ガンダムSEED BATTLE DESTINY（アサギ・コードウェル）

2013年
- ゼルダの伝説 風のタクトHD（リンク、アリル）
- 姫と林檎にくちづけを（ヨアヒム）

2014年
- 大乱闘スマッシュブラザーズ for Nintendo 3DS / Wii U（トゥーンリンク）

2015年
- CLOCK ZERO 〜終焉の一秒〜 ExTime（レイン・リンドバーグ）
- ゼルダの伝説 トライフォース3銃士（主人公）
- ゼルダの伝説 ムジュラの仮面 3D（スタルキッド）
- ソフィーのアトリエ 〜不思議な本の錬金術士〜（メクレット）

2016年
- ゼルダ無双 ハイラルオールスターズ（トゥーンリンク、スタルキッド）
- あんさんぶるガールズ!!（柊るな）
- フィリスのアトリエ 〜不思議な旅の錬金術士〜（メクレット）

2017年
- モバイルレジェンド（ラファエル、ヒルダ、ハーリー、オデット、ラズリー）

2018年
- 大乱闘スマッシュブラザーズ SPECIAL（トゥーンリンク）

2019年
- CLOCK ZERO 〜終焉の一秒〜 Devote（レイン・リンドバーグ）

2024年
- 機動戦士ガンダム アーセナルベース（アサギ・コードウェル）

### ドラマCD
- Weiß kreuz Dramatic Precious 2nd STAGE TEARLESS DOLLS（カナ）
- CLOCK ZERO 〜終焉の一秒〜 ドラマCD 〜正義の秘密戦隊ヘルズエンジェルズ 第613話 『黄昏の決戦』〜（レイン）
- 少年舞妓・千代菊がゆく!（岡村美希也 / 千代菊）
- ツアーパーティー 卒業旅行にいこう ドラマCD（秋月杏子）
- dear シリーズ（キャロル・ブルーハース）
  - dear 【ディア】
  - dear 〜ディア〜 A story of the next day
- プレイゾーン〜肉食彼氏と快感天使〜（カオル[22]）
- 魔界戦記ディスガイア3 ドラマCD Vol.1、2 〜奇奇怪怪!悪魔だらけの強化合宿〜（別魔王）
- ローゼンクロイツ（ルネ）

### BLCD
- 教師も色々あるわけで1・2〜（藤田裕紀）
  - 最恐教師 〜教師も色々あるわけで〜

### 吹き替え

#### 映画
- お願い!プレイメイト
- ボーン・コレクター（クリス）

#### ドラマ
- WITHOUT A TRACE/FBI 失踪者を追え!3（ニア #15）
- ティーンズ救命隊
- トンイ
- ボーイ・ミーツ・ワールド
- 愉快なシーバー家

#### アニメ
- おばけのラーバン（ブース王子）
- 時空冒険記ゼントリックス（マーフ）
- ジャングルカブス（ジョハー、リーピー）
- ターザン（若い頃のターク）
- フィニアスとファーブ（ベティー）
- パウ・パトロール（トラッカー）
- エディ・マーフィーのPJ's（カルバン）

### ラジオ
- 菅原祥子のももんがTIME"（アシスタント）

### 特撮
- 超光戦士シャンゼリオン（1996年、桐原るいの声）
- スーパー戦隊シリーズ
  - 特捜戦隊デカレンジャー（2004年、バリス星人アッティカ・アルパチJr.の声）
  - 魔法戦隊マジレンジャー（2005年、冥獣人ハーピー・ピーウィーの声）

### テレビ番組
- NIKKEIプラス1をみてみよう（プラスわん!君）
- まちかどド・レ・ミ（ロック）
- むしまるQゴールド（ありのまめお君）

### パチンコ・パチスロ
- パチンコ『じゃりン子チエ』（小林マサル）
- 花火百景E（ドンちゃん）

### 舞台
- リーディング＆ダンス公演 『ダーティー・クラウズ』（2025年6月21日-22日、新宿シアターモリエール）- 黒羽飛鳥 役[23]

### その他コンテンツ
- こどもちゃれんじ（しまじろう / 日本語の歌のみ）
- V.S UNION（ゲストヴォーカル・虹の轍）

## ディスコグラフィ

### キャラクターソング
| 発売日         | 商品名                                                                            | 歌                     | 楽曲                 | 備考                                          |
| -------------- | --------------------------------------------------------------------------------- | ---------------------- | -------------------- | --------------------------------------------- |
| 2013年11月27日 | 夜桜四重奏 キャラクターソングベスト&オリジナルサウンドトラック 桜新町の鳴らし方。 | 士夏彦雄飛（松本さち） | 「神のみぞ知らない」 | テレビアニメ『夜桜四重奏 -ハナノウタ-』関連曲 |

### シリーズ一覧
1. ↑  第1期（1998年）、第2期『Revenge』（1999年）
2. ↑  第1期（2008年 - 2010年）、第2期『MAX』（2010年 - 2011年）、第3期『DX?』（2011年 - 2012年）、第4期『POW』（2012年 - 2013年）
3. ↑  『夜桜四重奏 〜ヨザクラカルテット〜』（2008年）、『夜桜四重奏 〜ハナノウタ〜』（2013年）
4. ↑  『はっけん たいけん だいすき! しまじろう』（2009年）、『しまじろう ヘソカ』（2010年）
5. ↑  第2期『2』（2013年）、第3期『3』（2019年 - 2020年）
6. ↑  第2期『京都不浄王篇』（2017年）、第4期『雪ノ果篇』（2024年）
7. ↑  『SEED』（2004年）、『WARS』（2009年）、『WORLD』『3D』（2011年）、『OVER WORLD』（2012年）、『CROSSRAYS』（2019年）、『ETERNAL』（2025年）

### 初出話一覧
1. ↑  第7話初出
2. ↑  第5話初出
3. ↑  第6話初出